# Colibrí ermità del Planalto
El colibrí ermità del Planalto (Phaethornis pretrei) és una espècie d'ocell de la família dels troquílids (Trochilidae) que habita boscos clars, sabanes i poblacions del sud i sud-est de Bolívia, extrem nord-oest de l'Argentina, el Paraguai oriental i centre i est del Brasil.